# Waldemar Kopp
Waldemar Edmund Kopp (* 8. September 1825 in Demmin; † 14. Januar 1881 in Freienwalde) war ein deutscher Gymnasiallehrer und Schriftsteller. Er verfasste vor allem Schulliteratur.

## Leben
Waldemar Kopp studierte in Berlin und Halle Philosophie und klassische Philologie. 1848 wurde er promoviert. Nachdem er ab 1850 als Gymnasiallehrer in Stargard und Greifenberg in Pommern tätig gewesen war, übernahm er 1863 das Rektorat der privaten Knabenschule in Freienwalde an der Oder. Diese wurde unter seiner Leitung als Gymnasium anerkannt.
Er verfasste vor allem Schulschriften zur klassischen römischen und griechischen Literatur, von denen einige Werke mehrfach aufgelegt wurden, und zu Themen der deutschen und preußischen Geschichte.

## Schriften (Auswahl)
- Die brandenburgisch-preussische Geschichte bis 1740. Zur Repetition für obere Gymnasialklassen. Springer, Berlin 1857.
- Römische Literaturgeschichte und Alterthümer, für höhere Lehranstalten und weitere Kreise. 4. Bände. Springer, Berlin 1858.
- Griechische Literaturgeschichte für höhere Lehranstalten und für weitere Kreise. Springer, Berlin 1874.
- Aus Sturmeszeit 1813-1815. Nationale Dichtungen. Springer, Berlin 1875.
- Gedichte. Beholtz, Stavenhagen 1878.
- Charakteristische Stellen aus römischen Dichtern in freier Übertragung. Freienwalde 1874.
- Griechische Staatsaltertümer für höhere Lehranstalten und zum Selbststudium. Springer, Berlin 1881.
- Geschichte der griechischen Literatur. 7. überarbeitete Auflage. Springer, Berlin 1908.